# Хвостокол велетенський
Хвостокол велетенський (Dasyatis gigantea) — скат з роду Хвостокол родини Хвостоколові. Ще недостатньо вивчений.

## Опис
Загальна довжина досягає 2,3 м, завширшки він сягає до 1,8 м. Голова велика, проте коротка. Морда дещо витягнута. Грудні плавці доволі широкий. Диск цього скату нагадує форму ромбу. Очі маленькі, стоять широко один від одного. За ними розташовані дихальця, що більші за очі. Тулуб кремезний. Шкіра у передній та центральній частині гладенька, у задній — наділена горбиками. Хвіст товстий та короткий. На відміну від інших представників свого роду у цього ската хвіст наприкінці не звужується. В основі хвоста присутні 2 великі пилкоподібні шипи. На хвості є плавець. Забарвлення спини коричнювате, іноді чорнувате. Черево світле.

## Спосіб життя
Це донна риба — бентофаг. Тримається середніх глибин. Живиться донними рибами, іноді молюсками та ракоподібними.
Стосовно розмноження мало відомостей. Встановлено, що цей скат є яйцеживородним. Про інше данні відсутні.

## Розповсюдження
Мешкає в Японському морі: від о. Аскольда (біля Владивостока, Росія) до Японських островів.